# أليكس هنتر (شخصية خيالية)
أليكس هنتر (بالإنجليزية: Alex Hunter)‏ شخصية خيالية تم ابتكارها من قبل EA SPORTS وهي عبارة عن لاعب كرة قدم إنجليزي ولد بتاريخ 7 يونيو 1999 في لندن وقد قام اديتوموا ايدون بالتمثيل الصوتي لهذه الشخصية.

## خلفيته
هنتر شخص مختلط الأعراق والده أبيض وأمه سوداء، جده جيم هنتر كان لاعب كبير جدا في الماضي، وأما والده كان لاعب في شبابه لكن مسيرته توقفت بعدما تعرض لإصابة.

## ظهوره
ظهر في لعبة فيفا 17 في طور الرحلة كالشخصية الرئيسية الوحيدة، ثم في طور الرحلة في لعبة فيفا 18 كالشخصية الرئيسية بالإضافة إلى «داني ويليامز» وفي فيفا 19 ظهر في طور الرحلة كأحد الشخصيات الرئيسية الثلاثة بالإضافة إلى «داني ويليامز» وأخته غير الشقيقة «كيم هنتر» وقد ظهر ظهور شرفي في طور الرحلة في فيفا 20.

## مسيرته الإحترافية

### فيفا 17
يمكن للاعب جعله يلعب في أي نادي من أندية الدوري الإنجليزي الممتاز لموسم 16-17 لكن سيقرر النادي بعد مدة إعارته إلى أحد أندية دوري البطولة الإنجليزية ويمكن للاعب اختيار 3 فرق وهي أستون فيلا أو نيوكاسل يونايتد أو نوريتش سيتي وبعدها سوف يعود إلى ناديه الأصلي.

### فيفا 18
يبدأ أليكس هنتر الموسم الجديد مع فريقه وفجأة يجد نفسه مطلوب من ريال مدريد وهنتر يقبل الانتقال للريال بسرعة ويبدأ وكيله في إتخاذ إجراءات الانتقال وهذا يجعله مكروه من جماهير وإداريي فريقه لكنه فجأة يكتشف أن كل شئ خدعة وأن الريال لم يكن يرغب بضمه قط وكل شئ كان بسبب أن وكيله إرتكب خطأ فادح لذا تقرر إدارة فريقه عدم السماح له بالمشاركة نهائيا وعدم بيعه لأي نادي أوروبي، وفي ظل هذه الأزمة يتصل به والده ويعرض عنه اللعب للوس أنجلوس غلاكسي الأمريكي وفعلا يوافق وتتم الصفقة بنجاح، بعد فترة ناجحة في الدوري الأمريكي يتلقى أليكس هنتر عروض من 3 أندية أوروبية ضخمة وهي بايرن ميونخ، باريس سان جيرمان، أتليتيكو مدريد ويمكن للاعب اختيار أي نادي يريد، بعد مدة مع النادي الجديد سوف يتعرض هنتر لإصابة تبعده مدة عن الملاعب وخلال هذه الفترة يمكن للاعب اللعب بشخصية «داني ويليامز», بعد عودة هنتر من الإصابة سوف يكمل الموسم مع ناديه.

### فيفا 19
في فيفا 19 سوف ينتقل هنتر إلى ريال مدريد سواء أراد اللاعب هذا أو لا وسيلعب معه الموسم كامل وفي هذا الجزء هناك تركيز كبير على شخصيتي «داني ويليامز» و«كيم هنتر».